# Sportåret 1849

## Händelser

### Baseboll
- 24 april – New York Knickerbockers antar den första basebolldräkten, som består av blå långbyxor av ylle, läderbälte, vit flanellskjorta med krage och halmhatt.[1]

### Boxning
- William Thompson behåller den engelska mästerskapstiteln i tungvikt, men inga matcher finns registrerade för honom under året.[2]

- 7 februari – Tom Hyer besegrar Yankee Sullivan vid Still Pond Creek och försvarar därmed sin amerikanska mästerskapstitel i tungvikt. Matchen varar i 17 minuter och 18 sekunder över 16 ronder.[3]

- 10 mars – Tom Sayers besegrar Abe Couch i Greenhithe. Matchen varar i tolv och en halv minut över sex ronder.[4]

### Cricket
- Okänt datum – Kent CCC vinner County Championship (en inofficiell titel fram till 1890, då de första officiella mästarna koras).

### Rodd
- 29 mars – Cambridge vinner universitetsrodden över Oxford. Ställningen är därmed 7–2 till Cambridge.[5]

- 15 december – Oxford vinner universitetsrodden över Cambridge efter att Cambridge diskats. Ställningen är därmed 7–3 till Cambridge. Detta är enda gången som loppet har avgjorts två gånger under samma år.[5]

## Födda

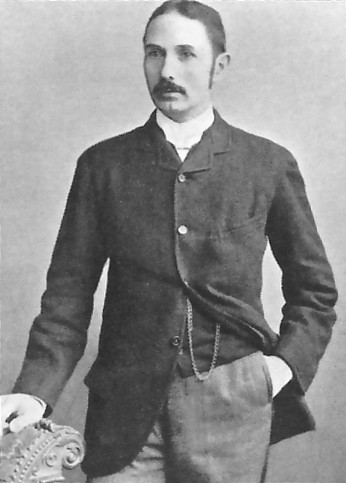
John Hartley.

- 9 januari – John Hartley, brittisk tennisspelare[6]

## Bildade föreningar och klubbar
- 21 december – Skater's Club of the City and county of Philadelphia, USA:s första skridskoklubb[7]